# 擦手紙機

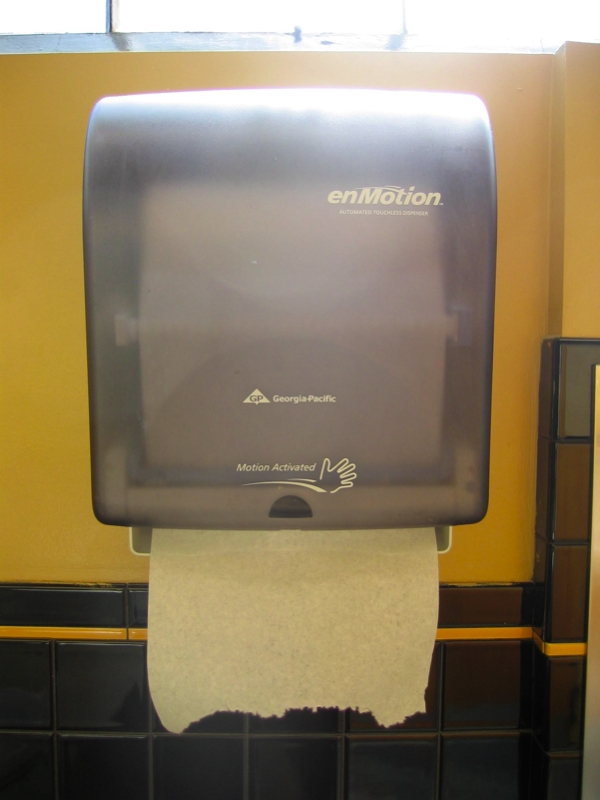
擦手紙機

擦手紙機常見於公共廁所。主要是分配擦手紙的設備，它繼可以是由一個手柄或自動操作。
在北美和其他西方國家。他們是用來代替乾手機使用。 有些地區為了環保選擇不使用擦手紙機。

## 設計
擦手紙機中的紙張大部分是白色的有少許是淡黃色。第一種紙巾穿孔允許它們被撕掉、第二種則由堆疊的紙張組成、第三種紙巾被一體式刀片撕裂。

## 參閱
- 給皂機
- 紙巾